# Ärztlicher Arbeitskreis Rauchen und Gesundheit
Der Ärztliche Arbeitskreis Rauchen und Gesundheit e. V. (ÄARG) ist ein Zusammenschluss von deutschen Ärzten, die sich gegen Gesundheitsgefahren durch das Rauchen und das Passivrauchen ehrenamtlich engagieren. Ein Förderverein „Arbeitskreis Rauchen und Gesundheit“ e.V., der vom gleichen Vorstand geleitet wird, ist im Gegensatz dazu offen für alle Berufe.

## Organisation
Der Bundesverband und sein Förderverein sind nach seiner Satzung „frei von politischen, religiösen und ideologischen Bindungen“. Zweck ist die Fachberatung der Regierungen in Bund und Ländern in der Gesundheitspolitik. Bundesvorsitzender der gemeinnützigen Vereinigung ist Roland Guttenberger. Seine Stellvertreter sind Susanne Bornschein, Fachärztin für Psychiatrie und Psychotherapie, und Karl-Heinz Leibold. Der vormalige Bundesvorsitzende, der Pharmakologe und Toxikologe Friedrich Johann Wiebel, wurde für sein Wirken 2010 mit der Fritz Lickint-Medaille ausgezeichnet.  In Berlin-Brandenburg, Sachsen, Hessen und Niedersachsen existieren Regionalverbände.

## Geschichte
Der Arbeitskreis wurde 1969 an der Universität Mainz gegründet nach einer Initiative von Ferdinand Schmidt (1923–2006), Professor in Heidelberg und Arzt am Klinikum Mannheim. 1992 war der Arbeitskreis bei den Initiatoren der Koalition gegen das Rauchen, aus der sich 2003 das Aktionsbündnis Nichtrauchen (ABNR) bildete, dem der Arbeitskreis bis heute angehört.

## Grenzüberschreitende Zusammenarbeit
Aktionspartner sind das Deutsche Krebsforschungszentrum, die Stiftung Deutsche Krebshilfe und die Deutsche Krebsgesellschaft.
Im internationalen Dialog hält die Ärzteorganisation unter anderem Kontakt mit „The International Tobacco Controll Network“ (GLK), der WHO, der „Union for International Cancer Control“ (UICC), der „World Conferences on Tobacco OR Health“ (WCTOH) und dem „European Network for Smoking and Tobacco Prevention“ (ENSP).

## Eigene Ziele
Mit ihren gesundheitspolitischen Forderungen wird der ÄARG zu den so genannten Hardlinern gegen das Rauchen gezählt. Zu ihren Zielen gehören: energische Vorbeugung und Bekämpfung der Gesundheitsgefahren durch Rauchen und Passivrauchen, Aufklärung und Beratung, vor allem zum Schutz von Kindern und Jugendlichen sowie Koordinierung aller Bemühungen zur Verhinderung von Gesundheitsschäden durch Rauchen. Zum Weltnichtrauchertag im Mai 2020 mit dem Motto „Lass dich nicht manipulieren“ forderte der Ärztliche Arbeitskreis als Mitglied des Aktionsbündnisses Nichtrauchen (ABNR) verstärkte Tabakprävention der Bundesregierung. Dringend erforderlich seien die Erhöhung der Tabaksteuer sowie die Einführung einer Steuer auf E-Zigaretten und Tabak-Erhitzern. In der aktuellen COVID-19-Pandemie könne „Rauchen und möglicherweise auch Dampfen das Risiko eines schweren Infektionsverlaufs begünstigen“, warnte Stefan Andreas, Chefarzt der Lungenfachklinik Immenhausen und ABNR-Mitglied.
Der Verein setzt sich ferner für ein Verbot der Reklame für Zigaretten ein und war an Stellungnahmen zur EU-Tabakrichtlinie beteiligt.
Als wichtiger Bereich wird ebenfalls genannt: die Beratung der Politik in allen Fragen, die Schäden und Nachteile des Rauchens und des Passivrauchens betreffen. Zu den Forderungen gehört auch die Hilfe für entwöhnungswillige Raucher. Das öffentlich erklärte Zielt ist ferner: Einflussnahme auf die politische und öffentliche Meinungsbildung, um die Belästigung und gesundheitlichen Gefahren des Rauchens zu verdeutlichen. Die genannten Ziele sollen auch durch Mitarbeit in nationalen und internationalen Gremien der Gesundheitspolitik sowie durch Medienarbeit und Informationsveranstaltungen erreicht werden.
Der Verein unterstützt die internationalen Ziele der Weltgesundheitsorganisation.